# Like Me (singolo)
Like Me è il primo singolo delle Girlicious, gruppo statunitense tutto al femminile creato dalla coreografa Robin Antin, nel 2008 tramite il reality show Pussycat Dolls Present: Girlicious.
La canzone è stata pubblicata tramite l'iTunes Store il 22 aprile 2008, giorno seguente alla messa in onda dell'ultima puntata dello show, in cui venivano rivelati i nomi delle ragazze che avrebbero fatto parte del gruppo. Ben presto il singolo raggiunse le vette di varie classifiche nel Nord America: raggiunse la posizione numero 2 della Billboard Bubbling Under Hot 100 e debuttò alla posizione numero 4 della Canadian Hot 100. Il pezzo raggiunse inoltre la posizione numero 70 della Billboard Pop 100 negli Stati Uniti. Il 19 settembre 2008, la canzone fu pubblicata anche in India, senza avere molto successo.
Il singolo nel 2009 ha vinto nella categoria Most Watched video on Much Music ai MuchMusic Video Award.

## Video
Il video di Like Me è stato diretto da Steve Antin, fratello della creatrice del gruppo, Robin Antin, che aveva diretto, nel 2004, il video del singolo Sway delle Pussycat Dolls. Il video come protagonista le stesse Girlicious che ballano all'interno di un ring, in gruppo oppure singolarmente. Nel video compare anche Jazze Pha che affianca le quattro ragazze.

## Classifiche
Il singolo raggiunse ben presto le vette di varie classifiche nel Nord America, infatti raggiunse la posizione numero 2 della Billboard Bubbling Under Hot 100 e debuttò alla posizione numero 4 della Canadian Hot 100. Il pezzo raggiunse inoltre la posizione numero 70 della  Billboard Pop 100 negli Stati Uniti.
| Classifica (2008)                     | Posizione massima |
| ------------------------------------- | ----------------- |
| Canadian Hot 100                      | 4                 |
| U.S. Billboard Bubbling Under Hot 100 | 2                 |
| U.S. Billboard Pop 100                | 70                |

## Date di pubblicazione
- 22 aprile 2008[1]
- 22 aprile 2008
- 19 settembre 2008

## Premi
| Anno | Premio                | Categoria                        | Risultato |
| ---- | --------------------- | -------------------------------- | --------- |
| 2009 | MuchMusic Video Award | Most Watched video on Much Music | Vinto     |